# 劉一麟
劉一麟（1515年—？），字子仁，順天府昌平州（今北京市昌平區）人，民籍，明朝政治人物。嘉靖庚子順天解元，庚戌進士。官至刑科都给事中。

## 生平
嘉靖十九年（1540年）庚子科順天府鄉試第一名，嘉靖二十九年（1550年）登庚戌科三甲二十名進士。授青州府推官，三十五年六月选授兵科给事中，三十六年四月升户科右，三十七年七月升本科左，查盘山西宣大边储，三十八年二月升刑科都给事中。後谪平定州判官。

## 家族
曾祖劉泰，知縣；祖父劉嗣榮，右長史進階亞中大夫；父劉相，義官。母王氏。慈侍下。